# Месојед
Месојед, месождер или карнивор (од лат. carne — „месо“  и vorare — „ждерати“), је сваки организам (најчешће животиња) чија се исхрана првенствено састоји од меса. Уколико је извор меса жива животиња, месоједе називамо грабљивцима или ловцима (предаторима), а уколико је реч о угинулом извору меса, месоједи се називају лешинарима. Већина месоједних животиња у својој исхрани има и храну биљног порекла, ради уноса потребних минерала, витамина и влакана. Облигатним карниворима називамо оне организме који се искључиво хране месом.
Тако се месоједи разликују од животиња чија се храна састоји од биља а које се називају биљоједима, као и од сваштоједа чија је храна разноврсна. 
Групи месождера припадају звери (које су и добиле латински назив Carnivora), неке врсте птица, али и друге животиње. 
Сем животиња, поједине врсте биљака и гљива такође могу бити месоједи.